# マダガスカルの農業

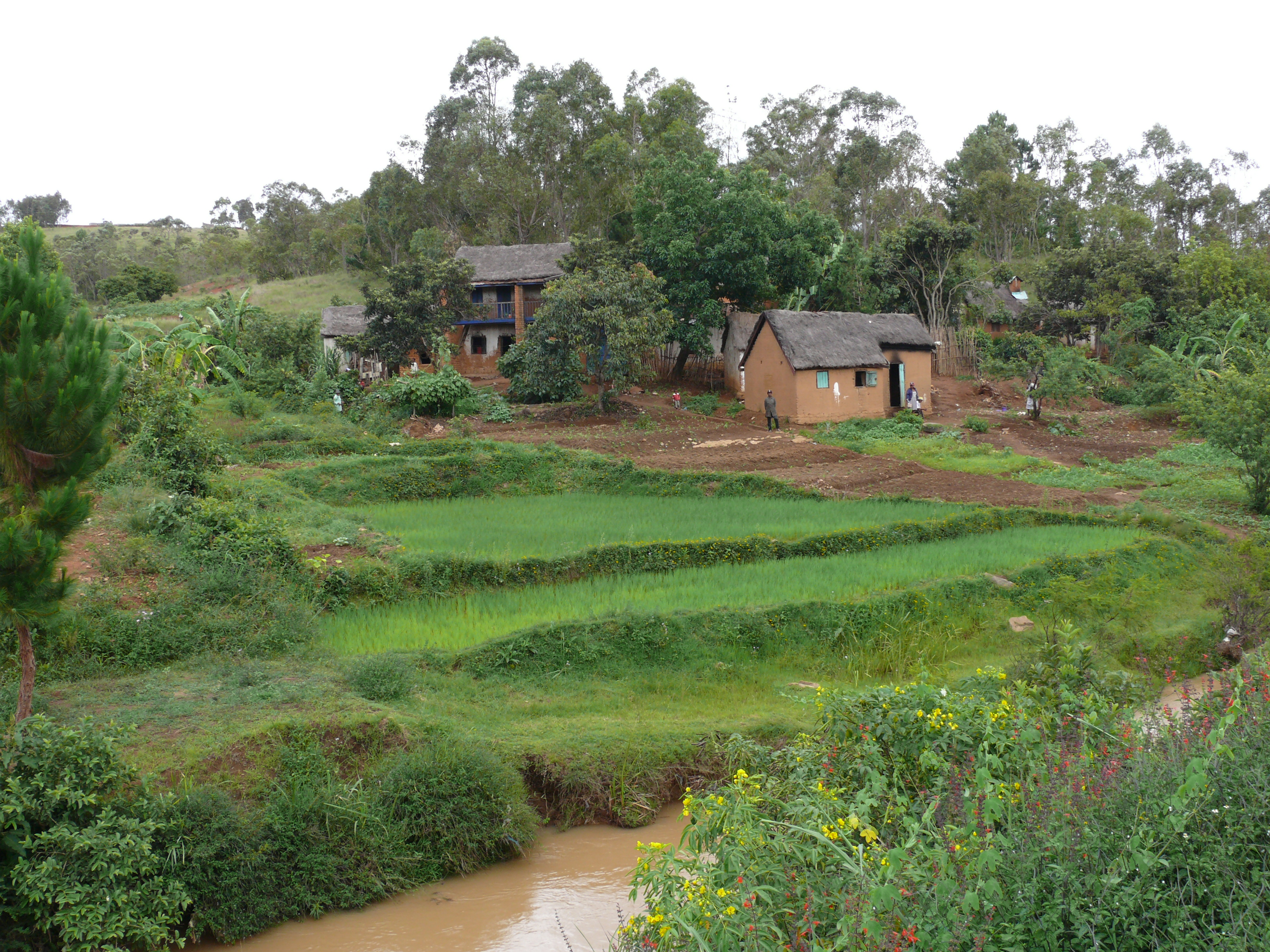
マダガスカルにおけるイネの栽培は、自給自足および換金作物の両方にとって非常に重要である。

マダガスカルの人口の大半は農業に従事している。農業は主に小規模営農者を対象としており、国家管理から自由化された部門へと移行するなど、様々なレベルの国家組織を見てきた。米はマダガスカルの主要な生産物であり主要な輸出作物である。おもに中央高地の棚田に作付けされる。その他の主要な自給作物には、キャッサバ、トウモロコシ、サツマイモがあり、換金作物としてコーヒー、クローブ、バニラ、その他が輸出されている。家畜の中では、ゼブ牛がもっとも多く、豚、羊、家禽も飼育されている。漁業も盛んで、水産養殖の重要性が高まっている。
マダガスカルでは森林伐採の割合が高く、マホガニー、エボニー、ローズウッドなどの貴重な木材が違法に伐採されているため、原生林が脅かされている。伝統的な焼畑農業（タビー）と人口増加は、マダガスカル在来の非常に多様な植物相にますます大きな圧力をかけている。

## 季節と地理
マダガスカルの農業は、島の降雨量の影響を強く受けている。この降雨量は、一般に東海岸全体に多く、高地では急激に減少し、南部と南西部では年間500 mm未満にまで減少する。主な生育期は、10月から11月にかけての最初の降雨から始まる。作付けカレンダーは、気候条件、土壌、標高などの条件で地域によって大きく異なる。

## 農業統計

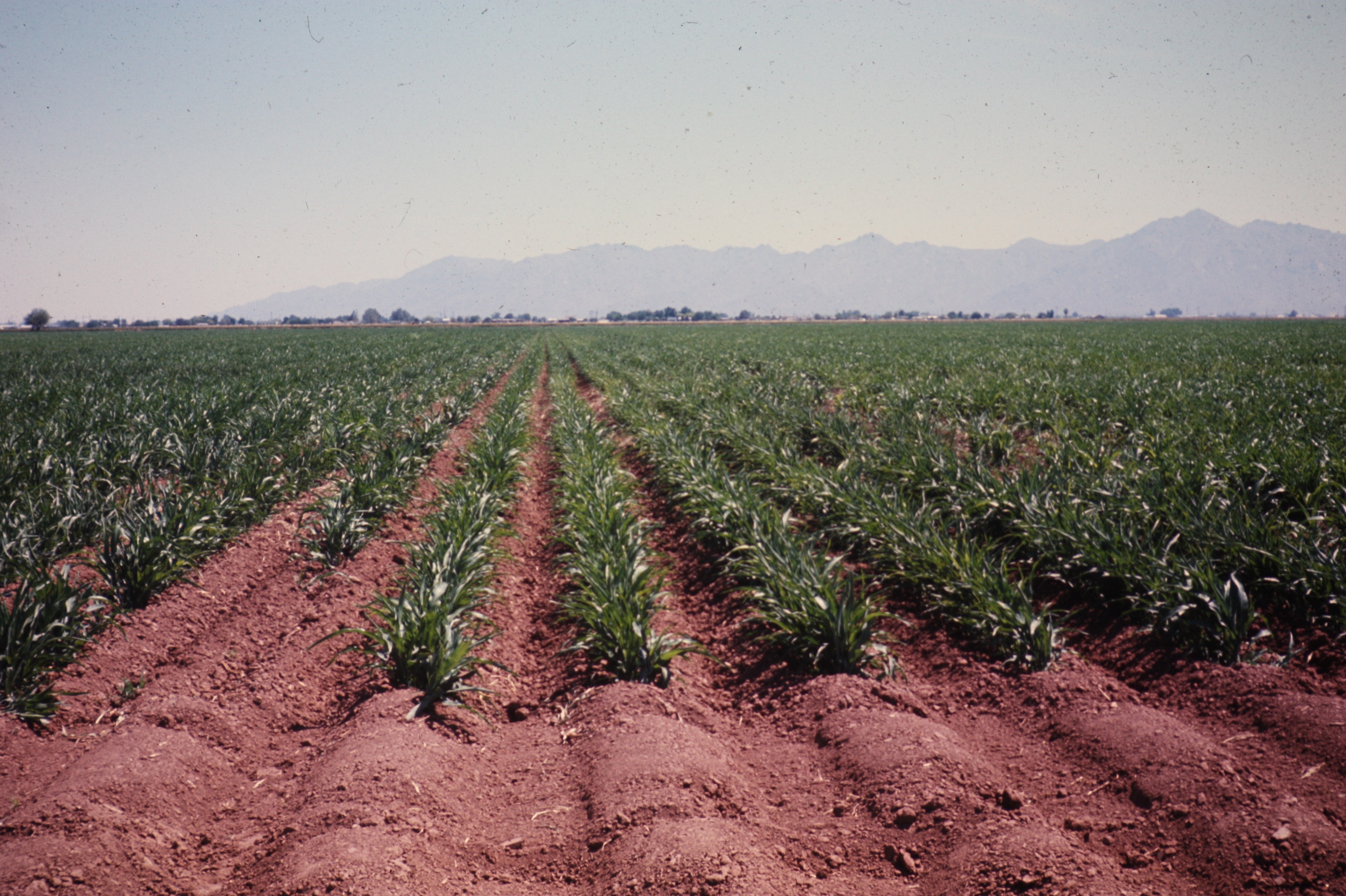
1970年代のマダガスカル南部のサイザル農園

2,400万の農場があり、その大多数は小規模農家である。この部門は、平均して1.3 haを超えない農場、細分化された農場（機械化の妨げとなる）を特徴とし、多種多様な作物、広範な慣行、伝統的な品種、限られた設備とインフラ、不十分な水管理で、家族を養うにはかろうじて十分な生産を行っている。
農業生産は、耕作可能な土地の不足に制約されない。実際、4,100万 haの農地のうち、年間350万 haしか耕作されていない。残りの地域は牧草地（3,730万 ha）と森林（1,300万 ha）となっている 。灌漑は150万 ha以上可能であるが、そのうち約110万 haが何らかの形で灌漑されており、広汎な地域で復旧と投資が必要とされている。
食料作物の生産は、栽培面積の約75％を占める最も重要な農業部門である（2009年）。南部および南西部の一部の半乾燥地域を除いて、天水および灌漑システムの両方で、全国134万 haを占めている。 他の食用作物には、トウモロコシ（主に南東部および中東地域で栽培）、キャッサバ、ソルガム（南部）、豆類、落花生、サツマイモおよび多種多様な野菜が含まれる。キャッサバは干ばつに強く、病気にも耐性があるため、小規模農家のリスク軽減戦略の重要な要素である。 キャッサバ、サツマイモ、トウモロコシは、端境期(9月から1月まで)の主要なカロリー源である。 落花生はほとんどの場所で砂質土壌で栽培され、家庭の食事と収入に重要な貢献をしている。主な換金作物は、綿、バニラ、コーヒー、ライチ、コショウ、タバコ、落花生、サトウキビ、サイザル、クローブ、イランイランである。
一般に、小規模営農者の生産と収入の水準は、土地保有の不安定、農業生産物の組織化の弱さ、低強度の投入材の使用、低機械化、および土地劣化による土壌生産性の低さ(特に高地の浸食)を含む、複数の負の要因の組み合わせのせいで低いままである。それにもかかわらず、米の生産量は、耕作面積（15%）と収量（40%）の増加によって、1990年の240万トンから2009年には400万トンに増加した。

## 移動耕作
伝統的な農法は、人口密度、気候、水供給などによって、民族や地域によって異なる。最も集約的な耕作形態は、人口密度が最も高い中央高地のベツィレウ族とメリナ族の間で行われている。まったく逆の事例が、南部と東部での広範囲な焼畑方式と移動耕作である。
東海岸の森林地帯では、ベツィミサラカ人とタナラ人も可能であれば灌漑イネ栽培を行っている。しかし、土地利用の主流は、タビーと呼ばれる焼畑方式による転作である。小さい木や藪は切り倒されて乾燥し、雨期の直前に燃やされる。伐採地には通常、マウンテンライスとトウモロコシが植えられる。二、三年耕作されたのち、畑は通常は休耕田のまま放置され、サボカと呼ばれる二次植生に徐々に覆われる。10年から20年後には、その地域は再び耕作されるかもしれない。
焼畑方式は森林などの植生を破壊し、浸食を促進するため、違法とされている。その代わりに水田を準備した耕作者には政府の援助が提供され、タビーを行う者は罰金を科されたり、極端な場合には投獄される。罰則が科されているにもかかわらず、そして林業の業者たちが非常に残念に思っていることにもかかわらず、タビーは続けられている。水田耕作者であっても、その傍らでタビーを行っていることが多い。タビーの収穫周期は、灌漑されたイネの場合よりも短く、何世代にもわたる経験によって、それが約3年ごとに起こる干ばつに対する数少ない保険の一つであると認識してきた。さらに、急峻な斜面や不規則な豪雨のため、手頃な価格で制御可能な灌漑システムを維持することは困難である。
同様の移動耕作体制は、最南部と南西部の乾燥した人口の少ない地域で行われている。乾燥した藪や草原を焼き払い、乾燥に強いモロコシやトウモロコシを灰の中にまく。しかし、アンタンドロイ人とマハファリー人の居住する地域の一部では、キャッサバ、トウモロコシ、豆類、モロコシなどの主要な食料は、村々の周囲の生垣に囲まれた恒久的な畑でも栽培されている。
干潟での乾季の耕作は西海岸や南西部で多く行われ、baibohoと呼ばれる。作物は雨季の間に水が最後に上昇した後に播種され、収穫後に新しい沖積堆積物が自然に土壌を補充する。ライマメ（ケープエンドウとしても知られる）は、タバコおよび多くの新しい作物とともにマンゴキ川水系デルタでこのシステムにより栽培されている。

## 生産の種類

### コメ
ベツィレウ人はおそらく、伝統的な稲作農法に最も効率的にたけている。中央高地南部の急傾斜地に広がる狭い台地に水田を作り、インドネシアやフィリピンを思わせる複雑な風景を作り出している。灌漑システムは利用可能な水をすべて利用しており、狭い用水路をかなりの距離で流れている。水田によっては、面積が数平方メートル以下のものもある。灌漑できない地面だけは乾燥地作物の栽培に充てられる。
中央高地の一部では、年2回の稲作が可能であるが、同じ区画ではできない。ベツィレウ人は、異なる時期に播種できるさまざまな地場産の種類の作物を用意し、灌漑を利用して乾期にいくつかの品種を栽培し、雨期に他の品種を植えようと待つ。典型的なベツィレオ人の村の周辺の畑は、しばしば輪作の異なる段階にある小さな区画がチェッカーボードのようになっている。
輪作は、灌漑システムおよび排水路の修復と、長い柄の鋤または鍬を用いて行われる畑起こしから始まる。その後、厩肥や肥料を畑に撒く。肥料や人工肥料の供給が制限されている場合は、播種床のみを施肥する。肥料を与えた後、家族や近所の人たちが一緒になって、場合によっては牛を使ってお祭りのように畑を踏む。時には、畑踏みが畑起こしに取って代わることもある。イネの種子をばら蒔きする場合は、踏みつけと同じ日にすることもある。先進地域では、保護された苗床で苗を育て、後から移植する。
メリナ人の稲作技術はベツィレオ人のものに似ているが、通常はそれほど高度ではなく、集約的ではない。メリナ地域には土地が豊富な地域が含まれており、土地が広いことで灌漑や棚田づくりにあまり骨を折らなくてもよいようになっている。米は依然として主要作物であるが、ベツィレオ地域よりも乾燥地の種が多く栽培されており、丘陵地や草原での栽培が多い。

### 牧畜と漁業

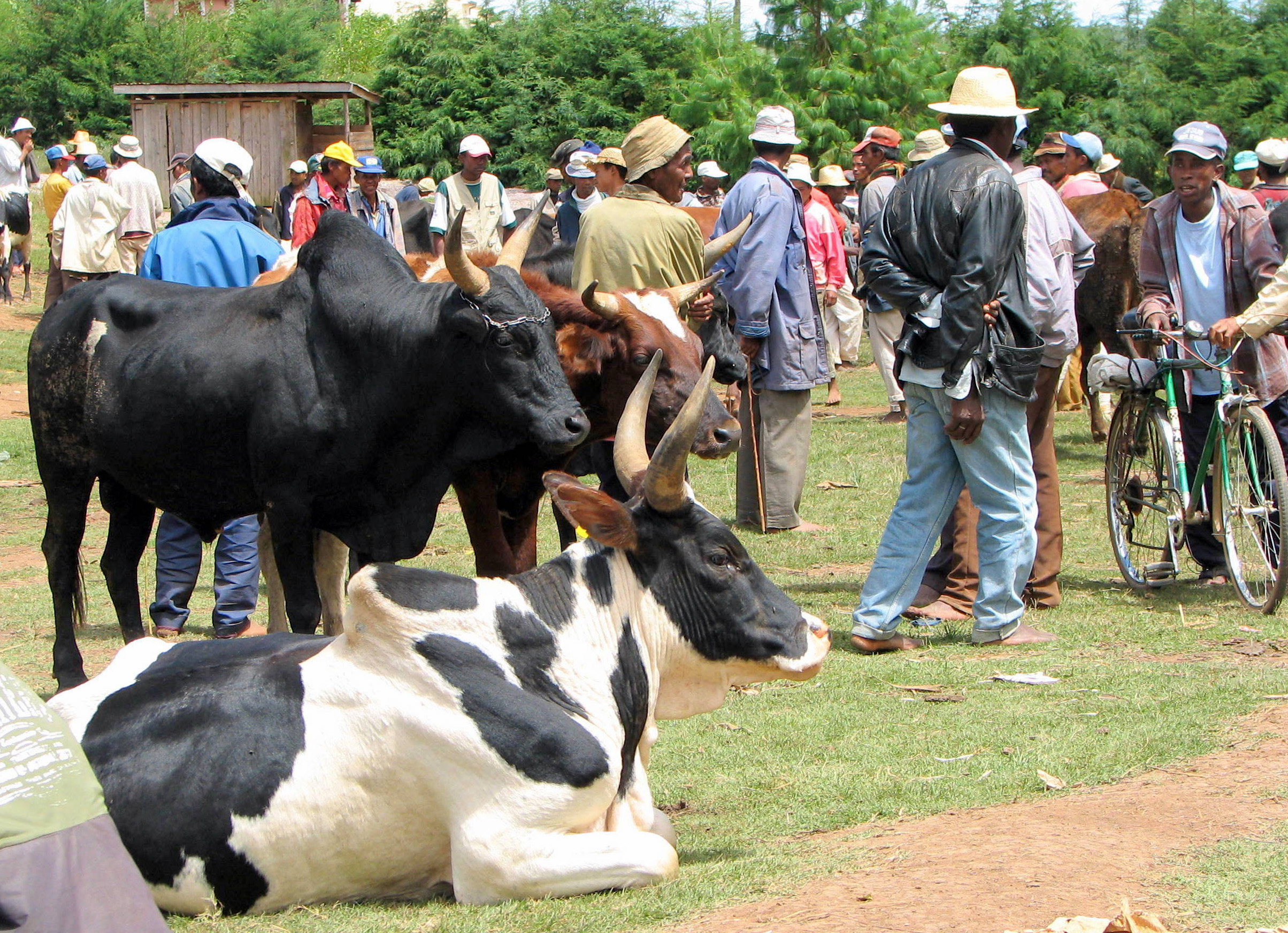
アンバトランピー市場におけるゼブ

家畜は広く普及しており、農村部の世帯の約60%は、その収入を家畜に頼っている。動物生産は、広範な家畜飼育、豚および家禽が中心となっている。主要都市の周辺には近代的な養鶏産業も成長している。2008年には、家畜の内訳は970万頭のウシ、200万頭のヒツジおよびヤギ、140万頭のブタおよび2600万頭の家禽であった。全体として、食肉生産量は251,000トンと推定された。牛乳は53万トン、鶏卵は19,000トンである 。コブウシは水田の代かきをしたり、畑起こしや荷車を引いたりする農作業にも使われる。病気の罹患率が高いことが生産の増加を妨げる主な要因である。例えば、ニューカッスル病は家禽にとって主要で普遍的な問題であり、炭疽病は牛に、豚熱およびアフリカ豚熱は豚に影響を及ぼす。全体的に見て、一部の産業（牛乳、小動物）を除いて、このサブセクターの生産性は低い。
高地と海岸の両方で、多くの農民は農業と家畜の補完として漁業を利用しているが、原始的な道具や材料の利用と十分な保全が成されていないことが特徴である。マダガスカルは漁業分野（特に、トリアラ州の西海岸に沿って）で莫大な潜在力を持っている。また、エビの養殖や水田、池、ケージでの淡水養殖（主にコイとティラピアで行われる）にも大きな可能性がある。2008年の漁業・養殖業の漁獲量は13万トンで、毎年約35,000トンの水産物が輸出されている。50%以上が欧州向けで、残りが日本、モーリシャス、アジア諸国向けである。
伝統的な畜産民族は、南部と西部のバラ族、サカラバ族、その他のグループで、ほとんどすべての家族がゼブー牛を所有している。一般的な方法は、動物をほとんど自由に放牧させておくことであり、農民は牛を盗むという一般的な習慣に対してほとんど注意を払わない。また、乾燥した草を燃やして飼料用の新しい植生を育てることにも慣れている。牛は一般的に冠婚葬祭のときにのみ屠殺されるが、その頻度は非常に高く、牛飼いの1人当たり食肉消費量は非常に高い。
漁業は副業として、川や湖、池の淡水魚で農業生産を補う農家に人気がある。おそらく年間総漁獲量の2/3が自給のために消費されている。首都への輸送コストのために、市場に出された魚の価格は他の国内消費者にとって法外に高くつく。1950年以降、アフリカ大陸からティラピアが導入され、内陸部での養殖が増加した。多くの家族、特に中央高地では、コイ、ブラックバス、またはマスを育てるために魚池を設けている。しかし、水田で魚を飼育するには、高度な水管理と、ダイナマイト漁法、毒物汚染、密漁に対する厳重な警戒が必要であり、慢性的な問題として残っている。

### 木材
東海岸には、エボニー、ローズウッド、マホガニーの広大な林が見られる。2009年の伐採量は約2,500万立方メートルであった。木材生産は自然林で行なわれ、そのほとんどが燃料と建設のために地元で消費されている。森林火災と違法伐採により、森林面積はさらに減少しており、その割合は年間33万 haと推定されている 。

## 方針と開発
1984~85年の農業センサスでは、870万人が農村地域に居住しており、これらの地域で活動しているオプションの65%が自給レベルで生活していると推定された。また、中央高地の灌漑稲作地は0.5ヘクタールであることが多いが、平均的な農場規模は1.2ヘクタールであった。国土面積5820万ヘクタールのうち耕作されているのは5.2%（300万ヘクタール）に過ぎない。200万ヘクタール未満が恒常的に栽培されています。農業は輸出の80%近くを供給し、1993年のGDPの33%を占め、1992年には労働力のほぼ80%を雇用しているという点で、マダガスカル経済にとって極めて重要である。また、592,000平方キロメートルの土地のうち50.7%（30万平方キロメートル）が畜産を支え、16%（484,000ヘクタール）が灌漑されている。

### 生産の状態管理
政府は1972年以降、農業部門の大幅な再編を実施し、ラツィラカ政権が発足した直後、500ヘクタールを超える土地を土地を持たない家族に譲渡すると発表し、1975年には50万ヘクタールの土地がこのプログラムの下で処理されたと報告した。ラツィラカ政権の長期的戦略は、集団的な農業経営形態を創出することであったが、必ずしも所有権を創出することではなかった。2000年までに、農業生産の約72%が農業協同組合から、17%が国営農場から、わずか10%が民間経営農場からもたらされることになっていた。この目的に向けて、農業生産省は土地開発、農業普及、研究、マーケティング活動の分野で70以上の準州機関と連携した。しかし、これらの社会主義的な農村開発政策は、1970年代に一人当たり農業生産高の深刻な減少をもたらし、1980年代の自由化政策やIMF・世銀の構造調整要求の中心となった。
主食食料であり主要作物である米生産の進化は、ラツィラカ年によって悪化した農業生産に関連するいくつかの問題に対する洞察を提供している。栽培水田が年間3%以上拡大したにもかかわらず、コメ生産は1970~79年に年間1%未満しか増加しなかった。さらに、急速に成長している都市部で販売可能なコメの割合は、1970年初頭の総収穫量の16または17%から、今世紀後半には約11または12%に減少した。その結果、マダガスカルは1972年に米の純輸入国となり、1982年までに年間20万トン近くを輸入した。これは国内総生産の約10%に相当し、都市部の消費者の需要にほぼ匹敵する。
1972年以降、ますます直接的な国家管理下に置かれるようになった非効率的な農業供給・販売システムは、コメ生産の効率化と拡大を阻害する大きな要因となった。1973年から1977年まで、主要な準農業機関の一つである農業生産物全国利益協会(全国農業生産協会)は、多くの商品、特にコメの収集、輸入、加工、流通を独占していた。1977年には、各地で米不足につながる汚職事件が発覚し、政府が直接米の販売を担当することになった。1982年、農産物公社SINPAは農産物の流通システムにおいて大きなシェアを維持した。多くの小規模な準州機関に委託し、特定地域での販売を行っている。しかし、コメやその他の商品の商業化の減少は続いており、輸送のボトルネックと生産者価格が公的な流通経路を弱体化させていることを示唆している。

### 自由化
コメの国内生産を促進し、外国からの輸入を削減するため、ラツィラカ政権は1980年に一連の構造調整改革を実施した。これには、1984 1985年のコメの消費者買い上げ価格に対する政府補助金の撤廃、1980年のSINPAによる国家市場独占の解体などが含まれ、1985年後半には生産量が1985年の238万トンから1989年の218万トンに9.3%と緩やかに拡大し、1989年から1990年にかけてはコメの輸入量が70%と大幅に減少したが、コメの自給率は回復せず（推定280万~300万トン）、1992年にはコメの生産量は耕作地の約2/3 19%を占め、次いで農業所得の40%を含む畜産物であった。
1994年2月、サイクロン 「ジェラルダ」 がマダガスカルを襲い、ちょうど米の収穫が始まった頃、自給目標に深刻な影響を与えた。また、マダガスカル南端において1993年末に深刻な干ばつが発生し、国連(国連)世界食糧計画(WFP)の100万人に対する緊急援助が行われました。このWFP援助はその後、開発を促進するための 「仕事のための食料」 プログラムに転換された。
その他の食用作物についても、1985年から1992年にかけて生産量はわずかに増加しているが、作付面積（島のほぼ全域）およびおそらく消費量の点で二番目に大きな食用作物であるキャッサバの生産量は、214万年の1985トンから232万年の1992トンに増加し、この間にトウモロコシの生産量は14万トンから165,000トンに、サツマイモの生産量は45万トンから487,000トンに、バナナの生産量は255,000トンから22万トンにそれぞれわずかに減少した。

### 輸出作物

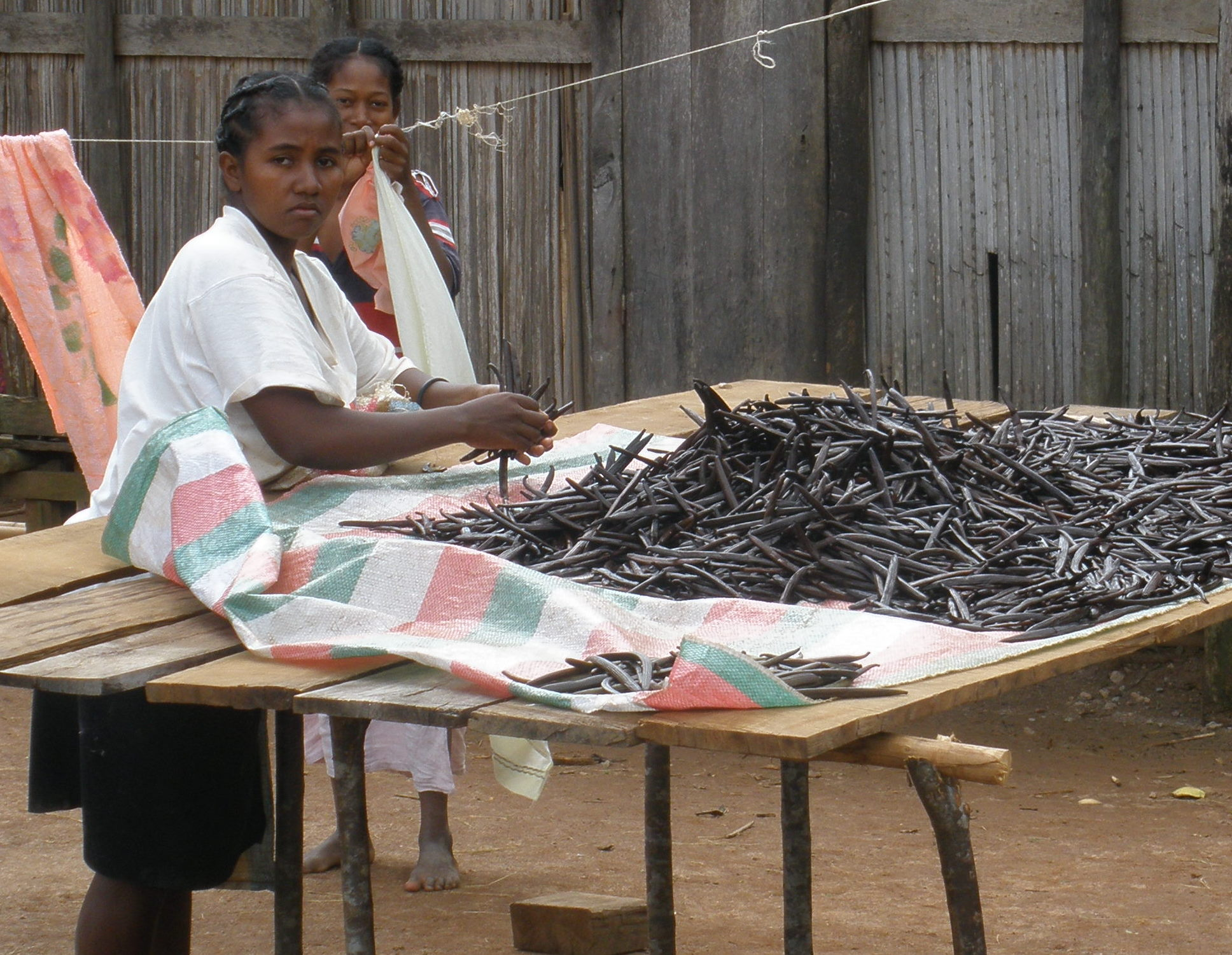
バニラはマダガスカルの主要な輸出作物の1つである。

いくつかの輸出作物もマダガスカル経済にとって重要である。コーヒー価格は1980年代に好況を呈し、コーヒーはこの時代の主要な輸出作物となった;1986年には1億5100万米ドルという過去最高益を記録しました。コーヒー市場の価格は1980年後半から徐々に下落し、収益は1991年に2800万米ドルにまで落ち込んだが、1992年には5800万米ドルにまで回復した。綿花は伝統的に第二の主要輸出作物であったが、1980年前半の生産の大半は地元の繊維産業に吸収された。綿花の生産高は、1987年の27,000トンから1988年の46,000トンに増加し、再び大きな輸出収入の可能性を高めたが、干ばつと南西部での農業普及活動の停滞の組合せにより、生産高は徐々に減少し、1992年にはわずか2万トンとなった。
他の二つの輸出作物、クローブとバニラも、1980年から1990年にかけて重要性が低下した。マダガスカルクローブの主要輸入国であるインドネシアは、十分な国内生産があったために1983年に購入を一時的に停止し、マダガスカルでは大量に売れ残った。1987年にクローブの国際価格が急落したことに加え、市場の先行きが不透明で、クロブの本来の循環的な性質から、生産量は1991年の14,600トンの高水準から1993年の7,500トンへと徐々に減少した。同様に、インドネシアが主要生産国として国際市場に再参入し、米国とフランスの二大市場で合成品の競合相手が台頭したことにより、1987年以降、依然として政府の規制を受けているバニラ産業（コーヒーやクローブの政府規制価格は1988-89年に廃止された）も大きな財務的圧力にさらされた。その結果、バニラの生産量は、1988-89年の1,500トンという高水準から、1993年にはわずか700トンに減少したが、近年、バニラの復活が見られ、2005～2007年は2600トン前後である。
カカオは、北西部のアンバンジャ地域の主要な輸出作物でもある。

### 漁業と家畜

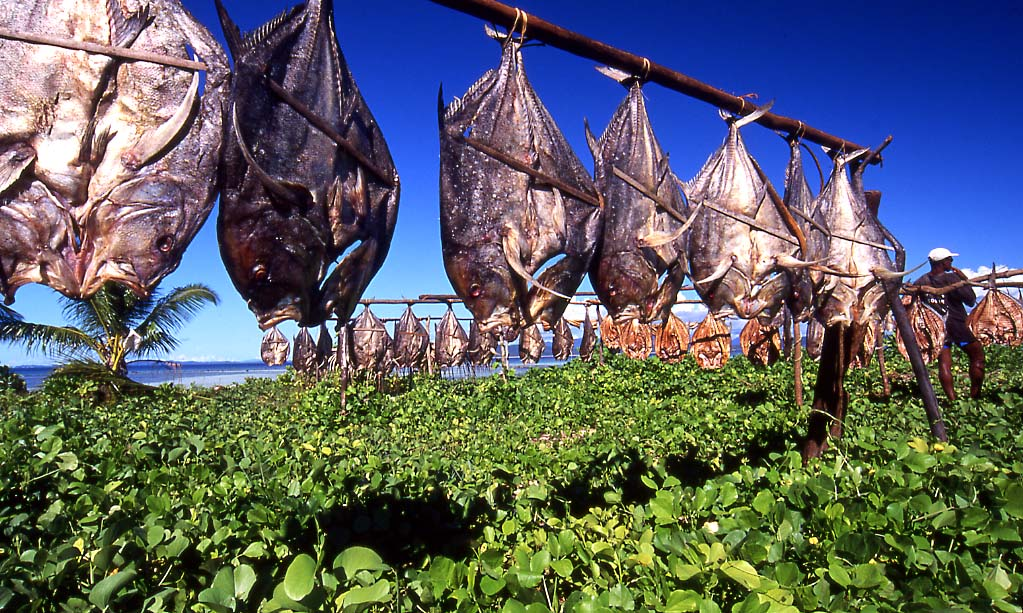
天日干しされている魚。

漁業部門、特にエビの輸出は、農業経済において最も急速に成長している分野である。この生産は、経営不振のコーヒー、バニラ、クローブの取引で失われた収益と潜在的な構造的衰退を埋め合わせている。1988年以降、魚類総生産量は92,966年の114,370トンから1993トンへと23%近く増加し、その中でエビの輸出は極めて重要な部分を占め、4800万年には1993米ドルの輸出収入をもたらした。エビ業界の大手多国籍企業であるAqualma社の推計によると、同国の西海岸にある約35,000ヘクタールの湿地への進出は、現在の6,500トンから4000万米ドルの収入を得て、75,000年末までに4億トン近くになり、1990米ドルの収入を得る。水田での魚の養殖も進み、カニやマグロ、ロブスターなどの水産物の輸出も増えている。
家畜生産が制限されている理由の一つは、伝統的な家畜の所有形態が商業化を妨げてきたことにある。1990年初頭の牛肉輸出は、政府のマーケティング慣行の不備、食肉処理施設の老朽化、獣医療サービスの不備により減少した。約99%がゼブー牛である。1990年に国連食糧農業機関は、マダガスカルには1030万頭の牛、170万頭の羊とヤギ、そして約2100万羽のニワトリがいると推定した。

## 環境への影響

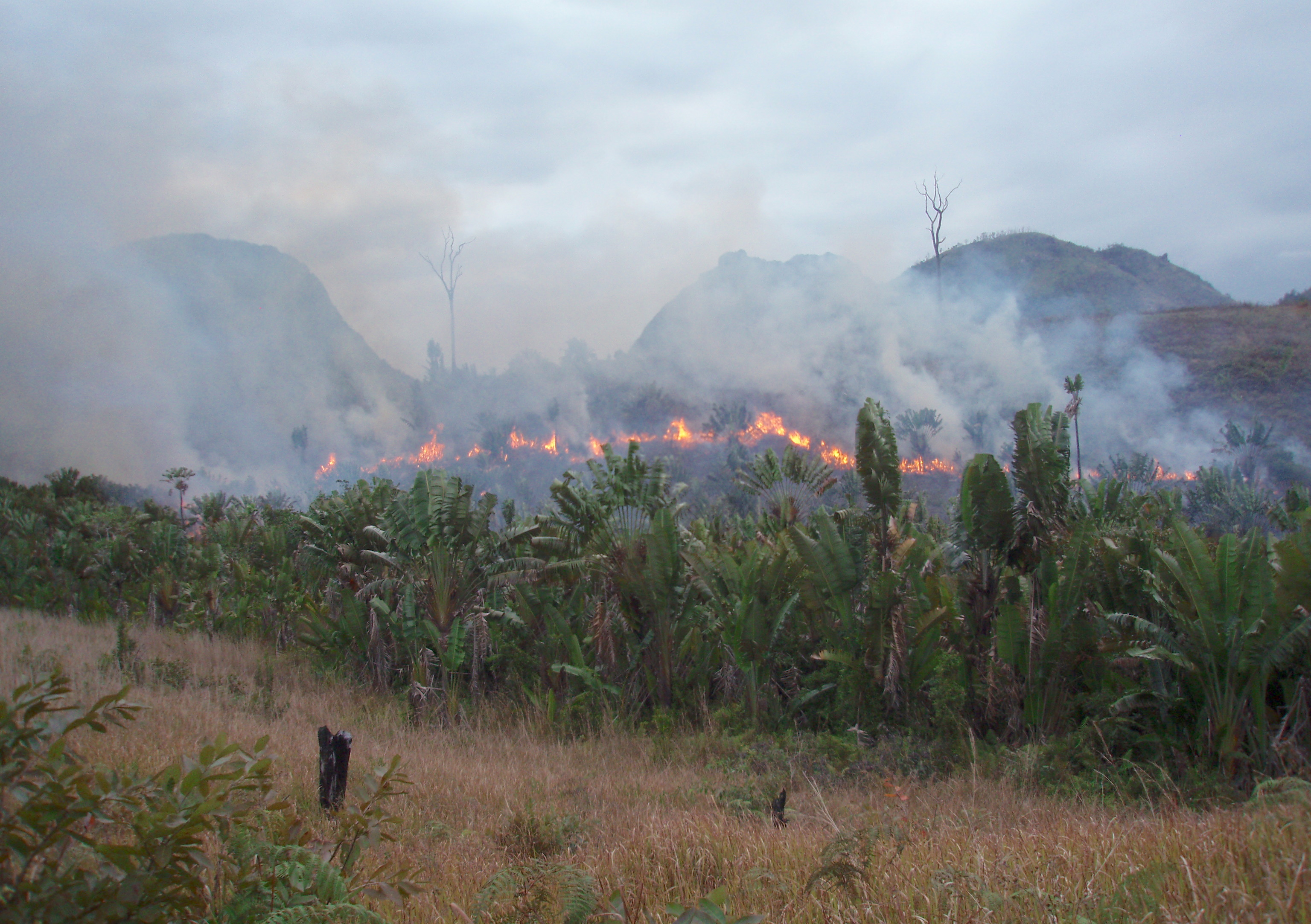
マナンテニーナの西の地域における焼畑。

マダガスカルの歴史的農業の大部分は先住民によって営まれてきた。フランスの植民地時代は土地面積のほんの一部を乱し、持続可能な林業のための有用な実験さえ含んでいた。焼畑技術は、マダガスカルの住民によって何世紀にもわたって行われてきた。焼畑技術は耕作方式の一部である。2006年現在、焼畑法による主な農産物はゼブ放牧用の木材、木炭、草である。これらの慣行は、主として人口過剰の圧力のために、フランス統治の終焉以降、土地の肥沃度におそらく最大の打撃を与えてきた。
マダガスカルの乾燥落葉樹林はおそらく、歴史的に人口密度が低く水不足であったために、東部熱帯雨林や中央高地よりも、概してよく保全されてきた。さらに、現在の道路事情は、人間のアクセスをさらに制限している。西部の乾燥林では、若干の焼畑活動があり、森林被覆と土壌養分含量を減少させている。焼畑は、耕作者を移動させて限界土壌から短期的な収量を得る方法である。休閑期を中断せずに繰り返し行うと、栄養の乏しい土壌は枯渇したり、侵食されて非生産的な状態になる。マダガスカルの森林の更なる保護は、固有種の比率が非常に高いこれら多様な生態系の保全を助けるであろう。slash-and-charへの転換は、保存をかなり促進するであろうが、その後のバイオチャーも、作物残渣のような堆肥化可能なバイオマスと混合して土壌に戻すと、土壌にとって大きな利益となるであろう。これは地球上で最も豊かな土壌の中で唯一再生することが知られているterra pretaの創造につながる。発生期の炭素取引市場は、炭が炭素の主要な隔離物であり、terra pretaが要求するように、それを小さな断片に埋めることが、何千年も無害であるという最も効率的な保証であるので、操業者に直接的な経済的利益をさらにもたらすかもしれない。

## 参照資料
1. ↑  Ministry of Agriculture of Madagascar website. http://www.agriculture.gov.mg/index.php?option=com_wrapper&view=wrapper&Itemid=160&lang=fr Archived 2011-05-16 at the Wayback Machine.
2. ↑  FAO. The state of food and agriculture 2010–11 Annex 3, Table A5. http://www.fao.org/docrep/013/i2050e/i2050e08.pdf
3. ↑  FAO. Statistical Yearbook 2010, Resources Table 4 Land Use. http://www.fao.org/economic/ess/ess-publications/ess-yearbook/ess-yearbook2010/yearbook2010-reources/en/
4. 1 2  Evaluation des ressources forestières mondiales 2010. Rapport national Madagascar, Rome 2010. http://www.fao.org/docrep/013/al556F/al556F.pdf
5. ↑  FAO Aquastat. http://www.fao.org/nr/water/aquastat/countries_regions/madagascar/indexfra.stm
6. ↑  FAO. Statistical Yearbook 2010, Agricultural Production Tables 1 to 9. http://www.fao.org/economic/ess/ess-publications/ess-yearbook/ess-yearbook2010/yearbook2010/en/
7. ↑  UNDP. Plan Cadre des Nations Unies pour l’Assistance au Développement UNDAF Madagascar 2008–2011, Juin 2007. http://www.snu.mg/new/sites/pnud/article.php?article_id=748&lang=fr
8. ↑  FAO. Statistical Yearbook 2010, Resources Tables 9 and 19 and Agricultural Production Tables 10, 11 and 12. http://www.fao.org/economic/ess/ess-publications/ess-yearbook/ess-yearbook2010/yearbook2010/en/
9. ↑  FAO Country Brief for Madagascar. http://www.fao.org/countries/55528/en/mdg/
10. ↑  FAO National Aquaculture Sector Overview Madagascar https://www.fao.org/fishery/countrysector/naso_madagascar/en
11. ↑  FAO. Statistical Yearbook 2010, Agricultural Production Table 14. http://www.fao.org/economic/ess/ess-publications/ess-yearbook/ess-yearbook2010/yearbook2010/en/
12. ↑  Ministry of Agriculture and Fishery of Madagascar website. http://www.maep.gov.mg/eg/actuaqua.htm Archived 2011-10-04 at the Wayback Machine.
13. ↑  FAO. Statistical Yearbook 2010, Agricultural Production Table 15. http://www.fao.org/economic/ess/ess-publications/ess-yearbook/ess-yearbook2010/yearbook2010/en/